# 류담
류담(1979년 12월 6일 ~ )은 대한민국의 前 희극인이자, 前 배우이다.

## 학력
- 서울예술대학 연극과
- 고려대학교 언론대학원 언론학과 전공

## 출연 활동

### 방송
- KBS2 - 《개그콘서트》
  - 〈9시 언저리뉴스〉
  - 〈'달인'을 만나다〉
  - <달인>
  - 〈고음 불가〉
  - 〈노래교실 살리고〉
  - 〈불청객〉
  - 〈불청객들〉(감독 역)
  - 〈비틀지〉
  - 〈봉숭아학당〉(야야야 브라더스 역)
  - 〈라디오 극장〉
  - 〈괜찮아요〉
  - 〈달려라 울언니〉
  - 〈뮤직 드라마〉
  - 〈시간여행〉
  - 〈사대천왕〉
  - 〈식신 김도마〉
  - 〈언발라드〉
  - 〈우리 아들이 달라졌어요〉
  - 〈우리 병만이가 달라졌어요〉
  - 〈풀옵션〉
  - 〈실록 X-File〉
  - 〈어머니의 이름으로〉
- KBS2 - 《쇼! 행운열차》
  - 〈TV쇼 진품유사품〉
  - 〈제17대 어전회의〉
  - 〈황혼민박〉
- KBS2 - 《코미디 파일》
  - 〈제17대 어전회의〉
  - 〈고수를 찾아서〉
- KBS2 - 《청춘불패》
- KBS2 - 《해피선데이 - 1박2일》
- Trend E - 《식신로드》
- 온게임넷 - 《온게임넷 스페셜 - BnB 슈퍼파이터》
- SBS - 《정글의 법칙》
- JTBC - 《신동엽 김병만의 개구쟁이》
- KBS2 - 《재미있는 TV미술관》
- SBS - 《추석특집 코미디쇼 이수근 김병만의 10년의 꿈》
- MBN - 《한 번쯤 이혼할 결심》

### 드라마
- 2009년 MBC 월화드라마 《선덕여왕》 - 고도 역
- 2010년 KBS2 월화드라마 《성균관 스캔들》 - 순돌 역
- 2010년 SBS 월화드라마 《아테나: 전쟁의 여신》 - (1회 특별출연)
- 2011년 MBC 수목드라마 《로열 패밀리》 - 깍치 역
- 2011년 MBC 월화드라마 《빛과 그림자》 - 양동철 역
- 2012년 tvN 화요드라마 《응답하라 1997》 - 고등학생 이대호 역 (특별출연)
- 2012년~2013년 MBC 일일연속극 《오자룡이 간다》- 오재룡 역
- 2013년 MBC 주말드라마 《황금 무지개》 - 천수표 역
- 2014년 tvN 월화드라마 《마녀의 연애》 - 행사 진행자 역 (카메오)
- 2015년 KBS2 수목드라마 《장사의 신 - 객주 2015》 - 곰배 역
- 2016년 KBS2 단막극 《KBS 드라마 스페셜 - 전설의 셔틀》 - 덩치 역
- 2017년 SBS 월화드라마 《엽기적인 그녀》 - 영신 역
- 2017년 MBC 주말특별기획 《돈꽃》 - 박용구 역
- 2019년 KBS1 일일연속극 《꽃길만 걸어요》 - 장상문 역

### 영화
- 《바리바리 짱》(2005)
- 《서유기 리턴즈》(2011)
- 《평양성》(2011)
- 《쥴리의 육지 대모험》(2011)

### 광고
- 2006년 KTF
- 2008년 본스치킨
- 2011년 비스칸
- 2011년 노란우산공제
- 2011년 삼성생명

## 유행어
- 꽝!! 나가!! (달인)
- 잠시만요 ~ (달인)
- 여러분 안녕하십니까? 달인을 만나다의 류담입니다. (달인)

## 수상
- 2006년 KBS 연예대상 코미디부문 우수코너상
- 2008년 KBS 연예대상 코미디부문 최우수코너상
- 2013년 SBS 연예대상 시청자가 뽑은 인기상
- 2014년 SBS 연예대상 베스트 엔터테이너상

| KBS 연예대상 《최우수 아이디어상》 |                             |        |
| 2007년                             | 2008년 김병만, 류담, 노우진 | 2009년 |
| -                                  | 2008년 김병만, 류담, 노우진 | -      |
|                                    |                             |        |
|                                    | 개그콘서트 - 달인           |        |